# نادیا هاشمی
نادیا هاشمی (انگلیسی: Nadia Hashimi؛ زادهٔ ۰ دسامبر ۱۹۷۷) پزشک، رمان‌نویس آمریکایی است. وی از سال ۲۰۱۰ میلادی تاکنون مشغول فعالیت بوده‌است. مشهورترین آثار وی عبارت هستند از مرواریدی که صدفش را شکست و ماه که پایین می‌آید.